# Desecador

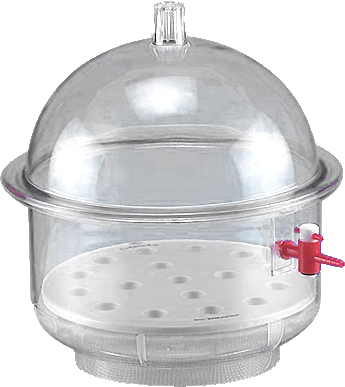
Desecador.

Un desecador es un instrumento de laboratorio que se utiliza para mantener limpia y deshidratada una sustancia por medio del vacío.
Está fabricado con un vidrio muy grueso y en él se distinguen dos cavidades, la primera cavidad más grande y superior, permite poner a secar la sustancia, y la otra cavidad inferior se usa para poner el desecante, más comúnmente gel de sílice. El óxido de fósforo, hidróxido de sodio/potasio o el ácido sulfúrico son alternativas al gel de sílice.
También posee un grifo de cierre o llave de paso en su parte lateral o en la tapa, que permite la extracción del aire para poder dejarlo al vacío.
Al estar sellado al vacío la tapa siempre es difícil de volver a abrir.
El desecador se compone por un vidrio fuerte y otras veces puede ser hecho en porcelana. También pueden estar fabricados con plástico, y son más económicos, aunque de peor calidad.

## Manejo
La manera correcta para abrir el desecador es deslizar la tapa ya que si se tira de ella no se abrirá debido a que se engrasa para tener un sellado hermético. Luego de colocar el material se debe dejar la tapa entreabierta por uno o dos minutos hasta que el objeto se haya enfriado un poco. Con esto se evitara que la tapa salte con el aire interior que se dilata debido al calor del objeto.

## Partes de un desecador
- Tapa
- Bandeja del desecador,
- Base, desecante.

| DESECADOR PARA VACIO. Borosilicato 3.3, con tubo, grifo 24/29 y placa de porcelana |                |              |
| DN                                                                                 | Ø externo (mm) | Ø placa (mm) |
| 100                                                                                | 151,0          | 90           |
| 150                                                                                | 210,0          | 140          |
| 200                                                                                | 269,0          | 190          |
| 250                                                                                | 629,0          | 240          |
| 300                                                                                | 392,0          | 290          |